# Auf Entdeckungsreise
Auf Entdeckungsreise ist eine  Fernsehserie, die erstmals in der deutschen Fassung am 25. April 2012 auf ServusTV ausgestrahlt wurde. Sie ist in zwei weitere Serien aufgeteilt: Auf Entdeckungsreise – in der Tierwelt und Auf Entdeckungsreise – durch Europa.

## Inhalt

### Auf Entdeckungsreise – in der Tierwelt
Auf Entdeckungsreise – in der Tierwelt erzählt aus dem Reich verschiedener Tierarten und ihrem täglichen Überlebenskampf. Der harte Alltag der Tiere wird informativ erzählt.

### Auf Entdeckungsreise – durch Europa
Auf Entdeckungsreise – durch Europa geht auf Entdeckungsreise durch Europa und zeigt die Schätze des alten Kontinents. Es werden Städte, Inseln, Grafschaften und vieles mehr besichtigt.